# Derwen
Derwen est un village et une communauté du Denbighshire, au pays de Galles.
Il est situé dans le sud du comté, à mi-chemin entre les villes de Corwen et Ruthin.

## Démographie
Au recensement de 2011, la communauté de Derwen comptait 426 habitants.